# Ленін в 1918 році
«Ленін в 1918 році» (рос. Ленин в 1918 году) — радянський художній фільм, друга частина дилогії, після картини «Ленін у Жовтні», режисера Михайла Ромма. Створений в 1939 році, в 1956 році перемонтований.

## Сюжет
Фільм оповідає про події 1918 року, що відбувалися в Москві. У самому розпалі Громадянська війна, голод, розруха. У Кремлі триває напружена робота уряду Радянської Росії під керівництвом Леніна і Сталіна з виведення країни з кризи. Ленін знаходить час зустрічатися з ходоками з народу. Важливий епізод фільму — зустріч Леніна і куркуля з Тамбова. Одночасно зріє змова, яка розкрита комендантом Матвєєвим. Змовникам, однак, вдається втекти і потім організувати замах на Леніна під час його виступу на заводі Міхельсона. Після пострілу Каплан в Леніна він тривалий час хворіє, одужує і повертається до роботи.

## У ролях
- Борис Щукін —  Володимир Ілліч Ленін
- Михайло Геловані —  Йосип Сталін  (в первісній версії)
- Микола Боголюбов —  Климент Ворошилов
- Микола Черкасов —  Максим Горький
- Василь Марков —  Фелікс Дзержинський
- Леонід Любашевський —  Яків Свердлов  (спочатку знімався Герман Свердлов, молодший брат Якова Свердлова)
- Зоя Добіна —  Надія Крупська
- Микола Охлопков —  товариш Василь, помічник і охоронець Леніна
- Клавдія Коробова —  Наталія, дружина Василя
- Василь Ванін —  Матвєєв, комендант Кремля
- Олена Музіль —  Євдокія Іванівна, помічниця по господарству
- Йосип Толчанов —  Андрій Федорович, лікар
- Олександр Хохлов —  професор
- Дмитро Орлов —  Степан Іванович Коробов, старий пітерський пролетар
- Серафим Козьминський —  Бобильов, помічник Леніна
- Микола Плотников —  куркуль з Тамбовської губернії
- Микола Свободін —  Валеріан Рутковський, есер
- Віктор Третьяков —  Іван Григорович Новиков, есер
- Наталія Єфрон —  Фанні Каплан
- Олександр Шатов —  Константинов, організатор контрреволюційного змови
- Володимир Соловйов —  Синцов, чекіст-зрадник
- Сергій Антимонов —  Поляков  (немає в титрах)
- Віктор Кулаков —  Микола Бухарін  (в первісній версії, нема в титрах)
- Ростислав Плятт —  військспец  (в первісній версії, нема в титрах)
- Георгій Богатов —  В'ячеслав Молотов  (немає в титрах)
- Анатолій Папанов —  епізод  (немає в титрах)

## Знімальна група
- Режисер — Михайло Ромм
- Сценаристи — Тетяна Златогорова, Олексій Каплер
- Оператор — Борис Волчек
- Композитор — Микола Крюков
- Художники — Борис Дубровський-Ешке, Віктор Іванов